# Germaine Cernay
Germaine Cernay, née Germaine Pointu (Le Havre, 28 avril 1900 - Paris 18e, 19 décembre 1943) est une mezzo-soprano française qui a chanté tant à l'opéra qu'en concert.

## Biographie et carrière
Cernay a d'abord étudié le piano avant d'entrer au Conservatoire de Paris pour étudier le chant avec Albers et Engel. Elle a obtenu le premier prix en 1925.
Elle a fait ses débuts à l'Opéra-Comique à Paris le 16 mai 1927, dans le rôle de la Bossue lors de la première parisienne de Risurrezione d'Alfano (en français). Parmi les autres créations à la Salle Favart, on peut citer Floriane dans Éros, vainqueur (Pierre de Bréville), la Tour dans Le Fou de Marcel Delannoy, une fée dans Riquet à la Houppe (Georges Hüe) et Leonor dans Le Sicilien (Pierre Letorey). Ses autres rôles principaux à l'Opéra-Comique comprennent Sélysette (Ariane et Barbe-Bleue), une sœur (Béatrice (en) d'André Messager), Gertrude (Le roi Dagobert), le Fantôme (Les Contes d'Hoffmann), Mallika (Lakmé), Javotte (Manon), le rôle de titre dans Mignon, Suzuki (Madame Butterfly), Vincenette / Tavera (Mireille), Geneviève (Pelléas et Mélisande), Cléone (Pénélope), Charlotte (Werther) et l'une des voix dans Masques et Bergamasques.
Elle a été invitée dans de nombreux centres provinciaux en France et s'est également produite en Afrique du Nord, en Suisse, en Belgique, en Angleterre, en Irlande et en Italie.
Cernay a pu élargir son répertoire à la radiodiffusion française en abordant des rôles dans Carmen, Le Roi d'Ys, Le Chemineau, La Damnation de Faust, Don Quichotte et La lépreuse. Elle a également chanté lors de la création des fragments qui nous sont parvenus de Vaucochard et fils Ier de Chabrier  le 22 avril 1941, à la Salle du Conservatoire.
Cernay était l'une des grandes concertistes de sa génération et hautement appréciée comme interprète de Bach.
Parmi les autres œuvres qu'elle a chantées en concert, on peut citer Trois Duos de Raymond Loucheur, des extraits de L'incoronazione di Poppea, Trois Poèmes de Philippe Gaubert, le duo de Béatrice et Bénédict, des Duos de Georges Dandelot, le Stabat Mater de Szymanowski, des extraits de Prométhée enchaîné, Le Martyre de saint Sébastien, Jeanne d'Arc (oratorio en sept parties composé par Louis Beydts, Georges Dandelot, Loucheur, Tony Aubin, Jacques Chailley, Pierre Capdevielle et André Jolivet), et le Requiem de Mozart. Elle a pris sa retraite en 1942 pour devenir religieuse. Un an plus tard, elle est décédée lors d'une crise d'épilepsie.